# Eupithecia pieria
Eupithecia pieria là một loài bướm đêm trong họ Geometridae.